# سينوكيم
شركة سينوكيم ( هي شركة عملاقة صينية متعددة الجنسيات في المقام الأول تشارك في إنتاج وتداول المواد الكيميائية والأسمدة واستكشاف وإنتاج النفط ) .  وتشارك شركة سينوفيرت التابعة للأسمدة المملوكة لها في جميع أنحاء السلسلة من إنتاج المنتج والمشتريات في الأسواق الدولية إلى التوزيع والبيع بالتجزئة.
تأسست المجموعة في عام 1950. وكان سلفها شركة استيراد وتصدير المواد الكيميائية الوطنية الصينية ، التي كانت أكبر شركة تجارية في الصين. تعتبر المجموعة هي المؤسسة الرئيسية المملوكة للدولة تحت إشراف لجنة مراقبة وإدارة الأصول المملوكة للدولة التابعة لمجلس الدولة (SASAC). يقع المقر الرئيسي للمجموعة في حي شيتشنغ في بكين .
تمتد الأعمال الأساسية للمجموعة على الطاقة والزراعة والمواد الكيميائية والعقارات والخدمات المالية. وهي واحدة من شركات النفط الحكومية الصينية الأربع ، وهي أكبر شركة مساهمة زراعية في الصين (الأسمدة والبذور والكيماويات الزراعية ) ، وهي شركة خدمات كيميائية رائدة في الصين.
تمتلك المجموعة حاليًا أكثر من 300 شركة تابعة داخل الصين وخارجها. إنها تسيطر على العديد من الشركات المدرجة بما في ذلك سينوكيم الدولية ، سينوفيرت و فرانتشن العقارية ، وهي أكبر مساهم في فار ايست هوريزون . في يونيو 2009 ، أنشأت مجموعة سينوكيم شركة سينوكيم كوسيلة للاكتتاب العام لمجموعة محتملة.
مجموعة سينوكيم هي الأولى في الصين المشاركة في مؤشر فورتشن غلوبال 500 ودخل في القائمة 25 مرة ، في المرتبة 139 في عام 2016. 

## الشركات التابعة
- الاقتصاد الصيني الصيني والثقة التجارية (100٪)

## روابط خارجية
- مجموعة Sinochem نسخة محفوظة 4 يوليو 2014 على موقع واي باك مشين.
- شركة سينوكيم الدولية